# Ridil
Ridil (an. Riðill) oder Refill ist in der nordischen Mythologie das Schwert, mit dem Reginn gemäß dem Eddalied Fáfnismál seinem toten Bruder Fafnir, der die Form eines Drachen angenommen hatte, das Herz herausschnitt, nachdem sein Ziehsohn Sigurd diesen erschlagen hatte:

„Da ging Regin zu Fafnir und schnitt ihm das Herz aus mit dem Schwerte, das Ridil heißt, und trank dann das Blut aus der Wunde.“